# Психоз
Псіхоз, також психотичний розлад — психіатричний термін, яким позначають ненормальний психічний стан, що має стосунок або до епізоду, або до психічного розладу, що найчастіше проявляється маяченням, галюцинаціями, руховими розладами у вигляді ступору чи збудження, афективними порушеннями (тобто порушенням настрою) у вигляді депресії чи маніакального стану. В такому стані свідомості людина відчуває серйозні порушення в сприйнятті реальності.
До психозів відносяться шизофренії, істеричні психози, біполярно-афективний психоз, амнестичний Корсаківський психоз, маяченні розлади (насамперед із маяченнями переслідування, отруєння чи іпохондричного змісту), психози передстаречого віку (інволюційна меланхолія або депресія, інволюційний параноя і пресенільна деменція), алкогольні психози (виникають на тлі хронічної інтоксикації; у MKX-10 не використовуються, але мають відповідні аналоги), алкогольний делірій (більше відомий під назвою «біла гарячка»), післяпологовий психоз, тощо. Також психотичні розлади трапляються при тяжких формах туберкульозу легень (у хворих можуть розвинутися затяжні шизофреноподібні психози), при злоякісних пухлинах (психози виникають у випадках наростання кахексії), при ревматичному енцефаліті (при в'ялому перебігу можуть спостерігатися затяжні ревматичні психози), при малярійному енцефаліті (психози більше характерні для повторних приступів хвороби), при гіпертонічній хворобі (гіпертонічні психози).

## Термін
У загальному уявленні про найбільш поширені психічні розлади, вони можуть бути розділені традиційно на психотичний розлад або психоз (англ. psychoses), тобто хворобливі стани, в яких наявні маячні ідеї, галюцинації, порушення свідомості, велике порушення емоцій і настрою, з'єднані з розладами мислення і діяльності, і не-психотичні розлади, що охоплює неврози і інші типи невротичних розладів (наприклад, адаптивні реакції), частина психосоматичних розладів, розумова відсталість, більшість груп органічного розладу особистості, алкогольні залежності (і ін. речовини), деякі сексуальні відхилення. Цей поділ не є точним, оскільки в ході деяких непсихотичних розладів (наприклад наркоманія), можуть з'явитися психотичні симптоми (наприклад, порушення свідомості).
У розмовній мові слово «психоз» можуть використовувати для опису будь-якої «ненормальної» поведінки людини.

## Класифікація
Психози поділяють за їх походженням (етіологією) і причинами (патогенетичними механізмами розвитку) на ендогенні (зокрема шизофренія, шизоафективний розлад, психотичні форми афективних розладів), органічні, соматогенні, психогенні (реактивні, ситуативні), інтоксикації, абстинентні/пост-абстинентні.
Крім того, психози класифікують за визначеною клінічною картиною, тобто за переважаючою симптоматикою (синдромальна класифікація) на параноїчні, іпохондричні, депресивні, маніакальні та інші, включаючи комбінації (депресивно-параноїчний, депресивно-іпохондричний і т. д.).

### Реактивні психози
Це психогенні, тимчасові, зворотні психічні розлади, які виникають під впливом психічної травми. Реактивні стани легше виникають у психопатичних особистостей, а також на ґрунті перенесених інфекційних захворювань, травм голови, судинних захворювань, перевтоми, тривалого безсоння. Вік також може мати значення. Наприклад, особи у пубертатному та клімактеричному періодах виявляються незахищеними від зовнішніх впливів. Для виникнення психогенної реакції має значення характер психічної травми. Гострі потрясіння викликають інші реакції, аніж тривалі важкі травми. Афективні шокові реакції часто спостерігаються при масових катастрофах (землетрус, пожежа). Вони проявляються у гіпер- та гіпокінетичній формі. Гіперкінетична форма характеризується дезорієнтуванням у обстановці, безглуздими вчинками. При гіпокінетичній формі хворий під впливом страху стає нерухомим, мовчазним. Іноді спостерігається так званий емоційний параліч, коли людина не відчуває емоцій страху, хоча й розуміє все, що відбувається, та розуміє небезпеку.
Афективно-шокові реакції короткочасні та зворотні, супроводжуються вегетативною симптоматикою, порушенням серцево-судинної діяльності.
Розрізняють гострі реактивні психози, підгострі та затяжні.

### Етіологія
Етіологія поліфакторна, розрізняють: біогенні чинники (стать, преморбідні та інтеркурентні захворювання), психологічні (конституційно-типологічні, екзогенно-психотравмівні), соціальні (мікро-, макросоціальні.).

### Патогенез
Патогенез складають ланки різного рівня: нейрохімічного (дисбаланс катехоламінів, вичерпання синтезу ендогенних опіоїдів), патопсихологічного (виникнення гострого або хронічного психологічного конфлікту, який дана особистість не здатна залагодити) та ін. Загальні закономірності клінічних проявів реактивних станів відповідають тріаді Карла Ясперса:
1) захворювання розвивається внаслідок психічної травми;
2) в психопатологічній симптоматиці відбивається зміст психотравмуйочого чинника;
3) регрес психопатологічної симптоматики залежить від завершення психотравмуючої ситуації.

### Гострі реактивні психози
- Гострий присмерковий стан — розгортається на тлі афекту страху із відповідними мімічними та вегетативними корелятами, тривалістю до пів години з подальшою амнезією. Проявляється панічною втечею з місця, де трапилося нещастя, втечею без мети, невідомо куди, часто назустріч небезпеці. При спробі втримати, хворий надає безглуздий опір. У маленьких дітей даний стан може бути відповіддю на крик, бійку, загрозливу розповідь; у підлітків — на раптову важку психічну травму (стихійне лихо, катастрофа, смерть або хвороба близьких). В клініці можливі рухові розряди по типу епілептиформних або істеріоформних припадків, тиків, стани повного заціпеніння. Характерним є зовнішній вигляд дитини: бліде обличчя, розширені зіниці, ціаноз кінцівок, пітливість, розлади сечовипускання. Тривалість — від декількох годин до однієї доби, надалі розвиток пригніченого стану, немотивованих страхів, підозрілості, психічної гіперестезії. У маленьких дітей спостерігаються явища рухового та афективного розгальмування.
- Гострий реактивний ступор відповідає гіпокінетичній формі афективно-шокових реакцій, або «удаваної смерті» за Кречмером. Характеризується станом олігокінезії, аж до повного знерухомлення. Часто спостерігається мутизм. Тривалість — від кількох годин до 2-3 діб з випадіння з пам'яті найгострішого періоду і фрагментарністю спогадів під час виходу.
- Гостра реактивна сплутаність — присмерковий розлад свідомості з психомоторним збудженням, афектом страху. На цьому тлі спостерігається безперервна «мовна продукція» за типом «мовного вінегрету».
- Гострий реактивний параноїд розвивається гостро з афектом страху, тривогою, розгубленням, параноїдними ідеями переслідування, ставлення. Фабула маячних ідей відбиває психотравмувальну ситуацію. Бувають компоненти синдрому Кандинського Клерамбо.

### Підгострі реактивні психози
- Істеричний присмерковий стан
- Псевдодеменція
- Ганзеровський синдром
- Істеричний регрес психіки
- Істеричний ступор
- Синдром маревноподібних станів

На сучасному етапі серед підлітків, як і серед дорослих, яскраві картини істеричних психозів, які були розповсюджені ще пів віку тому, зустрічаються доволі рідко. Клінічна картина не відрізняється від такої у дорослих.
Основними клінічними проявами псевдодеменції — уявної скороминучої недоумкуватості — є мимомова — хворі відповідають на запитання, але спеціально неправильно; мимодія — неправильно виконують найпростіші дії. Зазвичай все роблять навпаки. Не можуть порахувати до десяти, сказати скільки пальців на руках, назвати частину світу, на біле кажуть чорне, не знають свого прізвища. Виражені підвищений настрій, придуркуватість.

### Затяжні реактивні психози
- Реактивна депресія
- Реактивний параноїд

Розрізняють три клінічні варіанти реактивної депресії:
а) параноїдно-депресивний
б) астено-депресивний
в) істерико-депресивний
У дітей депресивні стани проявляються стерто та рудиментарно. Частіше реактивний депресивний психоз зустрічається у підлітків. Діти плачуть, стороняться оточуючих, не грають. Спостерігаються в'ялість, пригніченість, сум, порушення сну та апетиту. До вечора можуть з'являтись розгальмованість, неслухняність, грубість. У дітей віком 7-10 років на фоні суму спостерігаються періоди психомоторної загальмованості. У підлітків часто відмічаються суїцидальні думки й спроби, несистематизовані маячні ідеї самозвинувачення.
Реактивний параноїд зустрічається рідко як у дітей, так і у дорослих. Його виникненню сприяє обстановка загальної напруги, підозрілості, недовіри. Розрізняють паранойяльну, іпохондричну форми реактивних параноїдів та параноїди зовнішніх обставин. Індукований параноїдний психоз розвивається в осіб, які довго та близько контактують із психічно хворими.

### Травматичні психози
Це психічні порушення, які виникають у гострому, віддаленому та пізньому періоді після травми голови. При комоції та контузії у гострому періоді розвивається кома. Вихід з коматозного стану може бути поступовим, через оглушення — до ясної свідомості з вираженою астенією.

### Пресенільні психози
Цей тип психозів виникає у період інволюції. Етіологія досі незрозуміла, але велике значення надається віковому порушенню функції ендокринних залоз. Сприяючим фактором є психогенії та соматичні захворювання. Має форму інволюційної меланхолії та інволюційного параноїда.

#### Старечі психози
Ці психози зумовлені атрофією клітин головного мозку. Захворювання виникає переважно після 60 років. Клінічні прояви характеризуються розпадом пам'яті, дезорієнтуванням у навколишньому середовищі. Хворі перестають сприймати нове, не запам'ятовують поточних подій, не впізнають рідних. Часто
- спостерігаються конфабуляції — фантастичні вигадки, якими хворі заповнюють пробіли у пам'яті;
- настрій похмуро-пригнічений або благодушно-безтурботний;
- хворі не сплять, ходять по кімнаті, збирають речі, зв'язують постіль;
- хворі стверджують, що їм 15-18 років, що вони ще вчаться та в них немає дітей.

З часом хворі втрачають звичайні навички, не можуть самостійно вдягтися та користуватися столовим приладдям під час їжі, стають неохайними. Такі хворі потребують постійного догляду, тому зазвичай їх шпиталізують у психіатричну лікарню.